# Župnija Javorje
Župnija Javorje je rimskokatoliška teritorialna župnija dekanije Dravograd - Mežiška dolina koroškega naddekanata, ki je del nadškofije Maribor. Je najvišje ležeča župnija v Sloveniji (1156 m). Župnija nima stalnega župnika.
V župniji Javorje so postavljene župnijske spominske plošče, na katerih so imena vaščanov, ki so padli kot žrtve revolucionarnega nasilja v letih 1942-1945. Skupno je na ploščah 9 imen.

## Sakralni objekti
- Cerkev sv. Marije Magdalene, Javorje (župnijska cerkev)
- Cerkev sv. Jošta, Javorje